# Graça Machel
Graça Machel là một chính trị gia tại Mozambique và là một nhà hoạt động nhân đạo. Bà là góa phụ của cả tổng thống Nam Phi Nelson Mandela và tổng thống Mozambique, Samora Machel. Machel là một người ủng hộ quốc tế về quyền của phụ nữ và trẻ em.
Graça Machel là thành viên của Hội đồng Tiến bộ Châu Phi (APP), đây là một nhóm mười cá nhân nổi bật mà có tiếng nói ở cấp cao nhất để phát triển công bằng và bền vững ở châu Phi.

## Cuộc đời và sự nghiệp
Graça Simbine được sinh ra 17 ngày sau khi cha cô qua đời, người con út trong gia đình sáu đứa con, ở vùng nông thôn Incadine, tỉnh Gaza, Đông Phi (hiện là Mozambique ngày nay). Cô đã tham dự các trường truyền giáo trước khi giành được học bổng tại Đại học Lisbon ở Bồ Đào Nha, nơi cô học tiếng Đức và lần đầu tiên tham gia vào các vấn đề độc lập. Cô cũng nói tiếng Pháp, Tây Ban Nha, Ý, Bồ Đào Nha và Anh, cũng như ngôn ngữ mẹ đẻ của cô. Simbine trở lại Đông Phi vào năm 1973, gia nhập Mặt trận Giải phóng Mozambique (Frelimo) và làm việc như một giáo viên trung học.
Sau sự độc lập của Mozambique vào năm 1975, Simbine được bổ nhiệm làm Bộ trưởng Bộ Giáo dục và Văn hóa. Bà kết hôn với tổng thống đầu tiên của Mozambique là Samora Machel cùng năm đó, đổi tên họ thành Machel. Sau khi nghỉ hưu từ chức vụ bộ trưởng tại Mozambique, Machel được bổ nhiệm làm chuyên gia phụ trách sản xuất báo cáo đột phá của Liên Hợp Quốc về tác động của xung đột vũ trang đối với trẻ em. 
Machel đã nhận được Huân chương Nansen năm 1995 từ Liên hợp quốc để công nhận hoạt động nhân đạo lâu dài của mình, đặc biệt là với vai trò người đại diện cho trẻ em tị nạn.
Năm 1998, Machel là một trong hai người đoạt giải thưởng Bắc-Nam (North- South Prize).
Machel hiện đang là Chủ tịch của Đối tác cho sức khỏe bà mẹ, trẻ sơ sinh và trẻ em (PMNCH). Cô cũng là chủ tịch của Hiệp hội các nghị sĩ châu Âu với Ban cố vấn nổi tiếng châu Phi (AWEPA).
Machel từng là hiệu trưởng của trường Đại học Cape Town từ năm 1999. Cô được bổ nhiệm làm chủ tịch của Trường Nghiên cứu Phương Đông và Châu Phi tại Đại học London năm 2012. Năm 2016, Machel được bổ nhiệm làm Hiệu trưởng Trường Đại học Lãnh đạo Châu Phi, vai trò này của cô vẫn giữ cho đến ngày hôm nay.
Vào tháng 7 năm 2017, Machel được bầu làm Thành viên danh dự của Học viện Anh (HonFBA), học viện quốc gia của Vương quốc Anh về nhân văn và khoa học xã hội.